# Каутиньо, Джино
Джи́но Каути́ньо (нидерл. Gino Coutinho; 5 августа 1982, Хертогенбос) — нидерландский футболист, игравший на позиции вратаря.

## Карьера

### Клубная
Джино Каутиньо начинал карьеру в ПСВ. Сначала выступал за молодёжный состав, затем был переведён в основу. За клуб он сыграл только 4 матча и в 2002 году был отдан в годичную аренду в «Ден Босх», но ни одного матча за них не сыграл. С 2003 по 2008 год Каутиньо играл в НАК Бреде, «Витессе» и «Ден Босхе». В 2008 перешёл в АДО Ден Хааг. В первом сезоне 2008/09 он не сыграл ни одного матча, во втором принял участие только в четырёх играх. В 2010 году после травмы вратаря Роберта Звинкелса стал вместо него основным стражем ворот. В июне 2018 года подписал двухлетний контракт с клубом НЕК.

### Международная
В составе молодёжной сборной Нидерландов принимал участие в чемпионате мира в 2001 году в Аргентине. На том турнире Нидерланды дошли до четвертьфинала, Джино Каутиньо сыграл 4 матча и пропустил 5 голов.

## Уголовное наказание
В 2011 году Каутиньо был осуждён на шесть месяцев условного заключения и 240 часов общественных работ за выращивание марихуаны. Плантации растения были обнаружены полицией в 2009 году около дома, который снимал вратарь. Также он был признан виновным в отмывании денег, мошенничестве и подделке документов. Также ранее за выращивание конопли отец футболиста получил два года тюремного заключения.